# Tunel pod Cieśniną Beringa

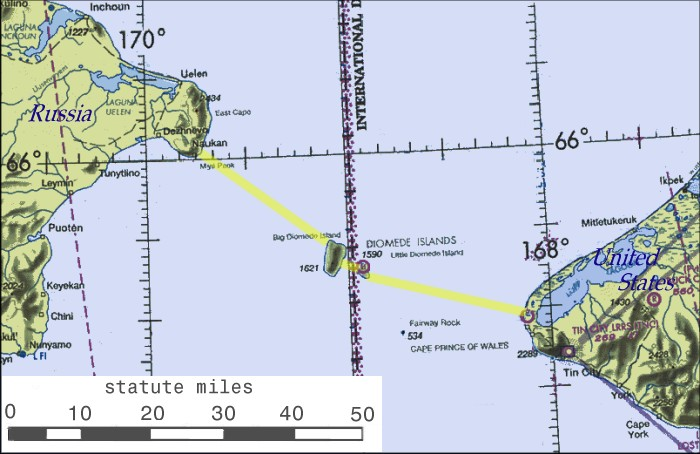
Możliwa trasa projektowanego tunelu pod cieśniną Beringa

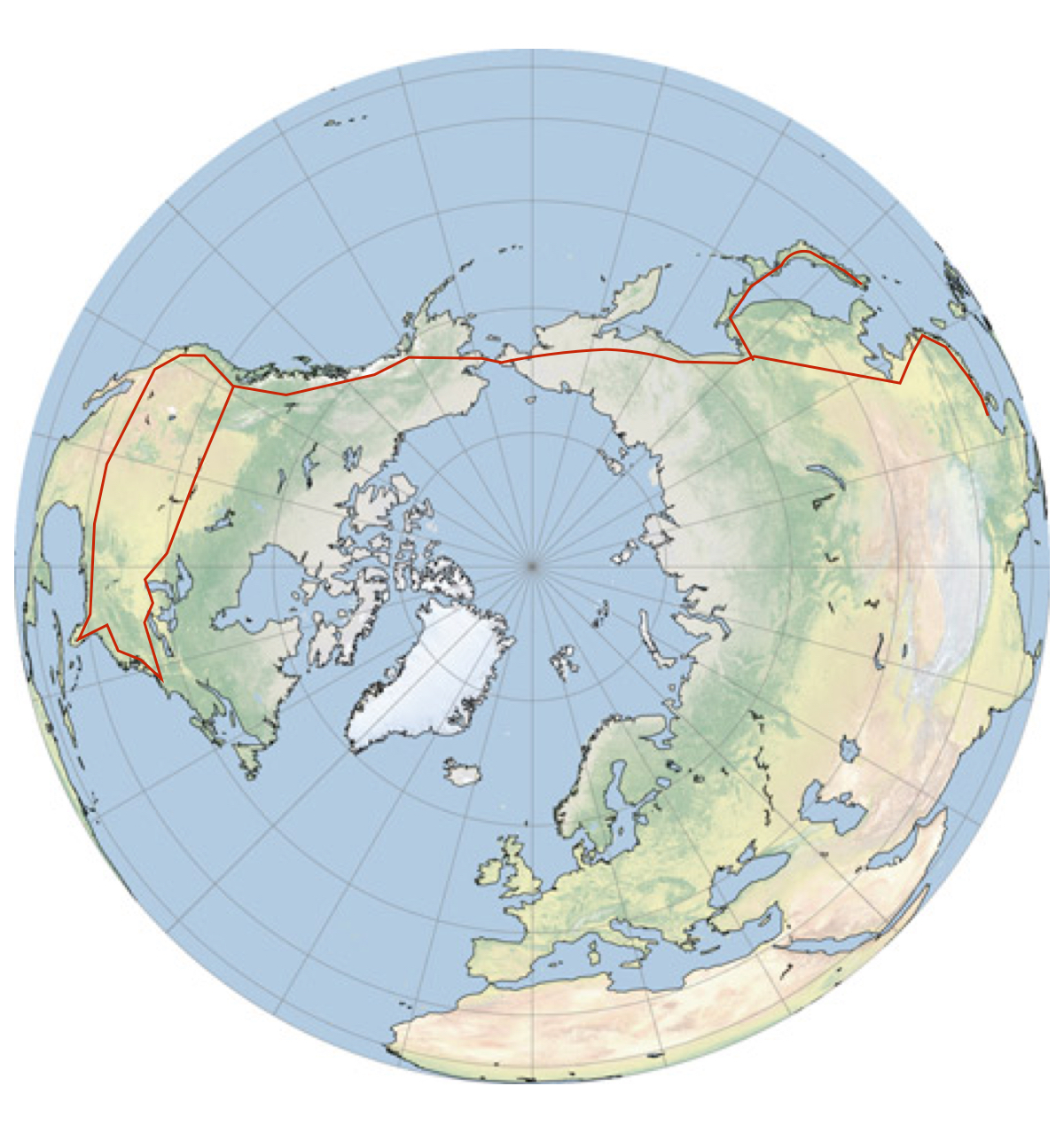
Biegun północny i trasa tunelu pod Cieśniną Beringa wraz z liniami kolejowymi w Chinach, Rosji, Kanadzie i USA

Tunel pod Cieśniną Beringa – planowane połączenie wschodniej Syberii z Alaską tunelem przebiegającym pod cieśniną Beringa. Koszt projektu szacowano w 2007 r. na 65 mld dolarów.
Tunel umożliwiłby transport surowców naturalnych, napędzając tym samym gospodarkę zarówno Alaski, jak i rosyjskiego Dalekiego Wschodu.
Konstrukcja mająca 110 km byłaby ponad dwa razy dłuższa od tunelu pod kanałem La Manche.
W projekcie mowa również jest o budowie ponad 6000 km torów od Jakucka do samej cieśniny. Nieodzowne jest także zbudowanie infrastruktury kolejowej na Alasce, która jest jej prawie całkowicie pozbawiona. Sam tunel miałby przebiegać 80 metrów pod dnem morza, poruszałyby się w nim pociągi jadące z prędkością 100 km/h. Oprócz budowy linii kolejowej, plany zakładają poprowadzenie linii elektrycznych i światłowodowych, a być może także trasy szybkiego ruchu.
Szacuje się, że około 3 proc. światowych przewozów towarowych mogłoby zostać obsłużone przez tę trasę.
22 sierpnia 2011 dziennik Daily Mail doniósł, że rosyjski rząd zaaprobował wart 60 miliardów funtów projekt budowy tunelu przez Cieśninę Beringa. 60 miliardów funtów to część kosztów, szacowanych przez stronę rosyjską na ok. 100 miliardów dolarów.
12 maja 2014 roku opublikowana została wiadomość, że o przystąpieniu do inwestycji myśli Chińska Republika Ludowa.
Obecnie od Jakucka w kierunku Cieśniny Beringa są już prowadzone prace polegające na budowie magistrali kolejowej w wiecznej zmarzlinie. Prace te posuwają się w tempie około 150 km rocznie. Prace przy średnich temperaturach w zimie na poziomie -20 °C, a sięgające nawet -50 °C wykluczają prace przez większą część roku – możliwość budowy w takich warunkach ograniczona jest do około pięciu miesięcy w roku.